# Вальдбронн
Вальдбронн (нем. Waldbronn) — община в Германии, в земле Баден-Вюртемберг. 
Подчиняется административному округу Карлсруэ. Входит в состав района Карлсруэ.  Население составляет 12 386 человек (на 31 декабря 2010 года). Занимает площадь 11,35 км².
Коммуна подразделяется на 3 сельских округа.